# アヴグスト・グストヴィッチ
アヴグスト・グストヴィッチ（August Gustović、1889年2月5日 - 1945年5月）は、クロアチアの軍人。
クロアチア独立国建国と共に、1941年4月、クロアチア郷土防衛隊（ドモブラン）に入隊。1944年、クロアチア国軍（郷土防衛隊とウスタシャ民兵を統合）に勤務し、第9歩兵連隊長、第4歩兵師団長、第1山岳歩兵師団長を歴任した。1944年、歩兵総監、1944年から1945年、スリイェム戦線（Srijem 、東クロアチア－北西セルビア）のクロアチア国軍を指揮。
大戦末期、ユーゴスラビア軍の捕虜となる。終戦後、死刑を言い渡され銃殺。